# Muhlbach-sur-Bruche
Muhlbach-sur-Bruche (Duits: Mühlbach an der Breusch) is een gemeente in het Franse departement Bas-Rhin (regio Grand Est). De gemeente ligt in het arrondissement Molsheim. Muhlbach-sur-Bruche telde op 1 januari 2022 663 inwoners.

## Geschiedenis
Muhlbach-sur-Bruche behoorde tot het kanton Molsheim. Na de kantonale herindelingen werd het vanaf 1 januari 2015 onderdeel van het nieuwe opgerichte kanton Mutzig.

## Geografie
De oppervlakte van Muhlbach-sur-Bruche bedroeg op 1 januari 2022 8,38 vierkante kilometer; de bevolkingsdichtheid was toen 79,1 inwoners per km². 

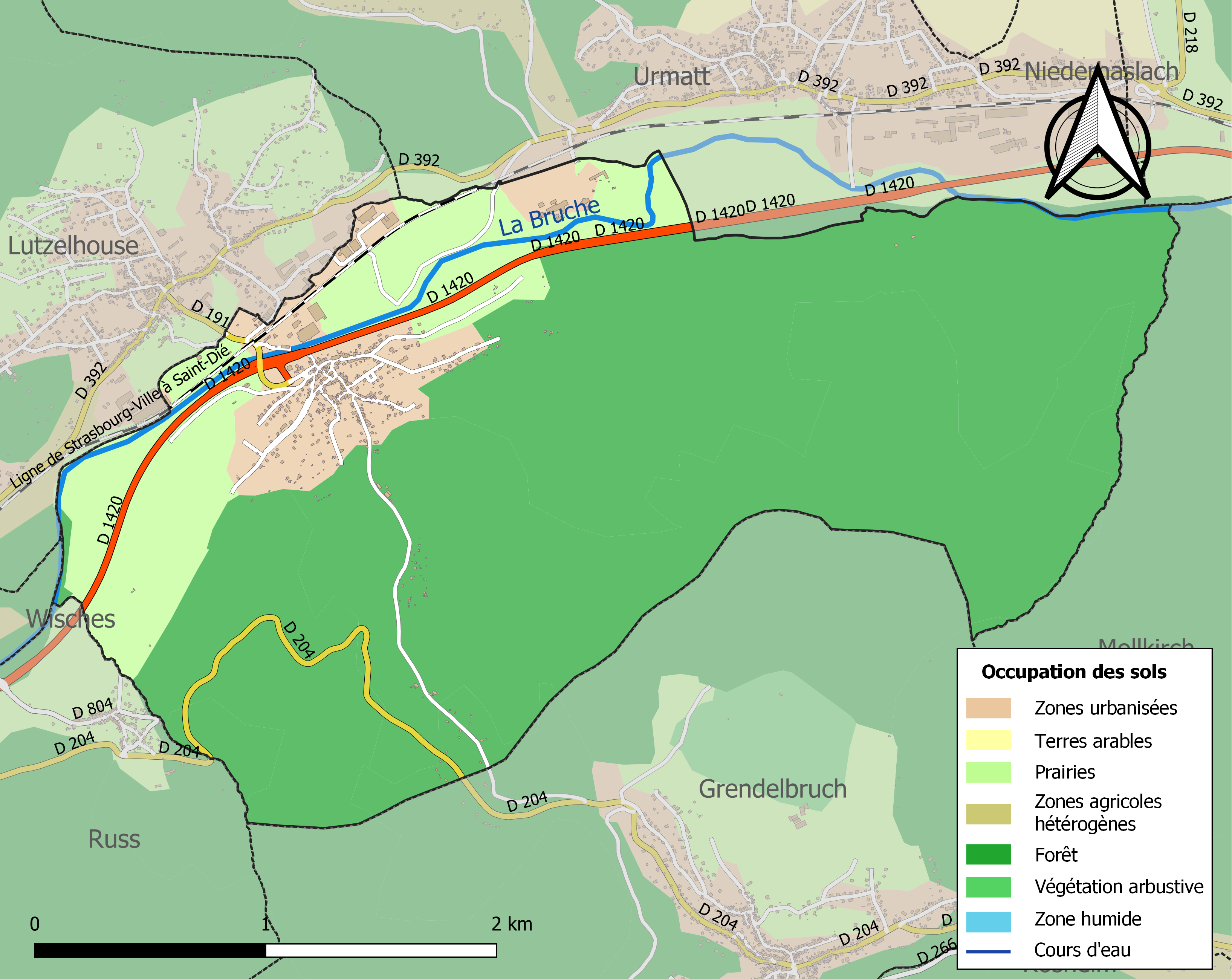
Kaart van de gemeente met de belangrijkste infrastructuur, bodemgebruik en omliggende gemeenten

## Demografie
Onderstaande figuur toont het verloop van het inwonertal (bron: INSEE-tellingen).

## Verkeer en vervoer
Op de grens met buurgemeente Lutzelhouse staat het spoorwegstation Lutzelhouse (ook wel station Muhlbach-sur-Bruche-Lutzelhouse genoemd). In het gehucht Mullerhof staat het spoorwegstation Mullerhof.